# 1967 en jeu
Chronologie du jeu
- 1963
- 1964
- 1965
- 1966
- 1967
- 1968
- 1969
- 1970
- 1971

Cet article présente les faits marquants de l'année 1967 concernant le jeu.

## Sorties
- Braunstein, jeu de guerre de David Wesely